# Prosopocera bomansi
Prosopocera bomansi là một loài bọ cánh cứng trong họ Cerambycidae.